# Alpo Jaakola
Alpo Sakari Jaakola, född 1 april 1929 i Loimaa, död där 27 februari 1997, var en finländsk  målare, skulptör och grafiker.
Jaakola studerade 1951–1952 vid Åbo ritskola, där han mottog intryck av surrealisten Otto Mäkilä. Han ställde ut första gången i Åbo 1951, men hans egentliga genombrott, som innebar en höjdpunkt i hans surrealistiska måleri, skedde 1960.
Med sitt färgstarka, primitivistiskt naivistiska måleri – ofta med lån från konsthistorien – blev Jaakola en av de mest särpräglade gestalterna i den sena 1900-talskonsten i Finland. Han var produktiv och blev mest känd för sitt måleri, men han sysslade även med skulpturer i bland annat sten, trä och svetsat stål, samt tecknade och etsade. Människofigurer, oftast kvinnor, fyllda av skräckblandad humor, och självporträtt är återkommande motiv i hans konstnärskap.
Några år före sin död öppnade Jaakola en skulpturpark för allmänheten invid sitt hem i Loimaa. År 1991 gav han ut memoarboken Pilvenpiirtäjä. Han erhöll Pro Finlandia-medaljen 1974 och förlänades professors titel 1985.